# Tolmomyias
Tolmomyias es un género de aves paseriformes perteneciente a la familia Tyrannidae que agrupa a especies nativas de la América tropical (Neotrópico), donde se distribuyen desde el sur de México a través de América Central y del Sur hasta el noreste de Argentina. Sus miembros son conocidos popularmente como picoplanos.

## Etimología
El nombre genérico masculino «Tolmomyias» se compone de las palabras del griego «tolma, tolmēs» que significa ‘coraje’, ‘audacia’, y «muia, muias» que significa ‘mosca’.

## Características
El presente es un grupo difícil de tiránidos con anchos picos planos (pero no tanto como en los picoplanos del género Rhynchocyclus). Todas las especies son mejor reconocidas por la vocalización. La taxonomía del grupo está en evolución, con varias especies recientemente reconocidas y la perspectiva de otras más. Se distribuyen principalmente en selvas húmedas y tienden a buscar alimento bien arriba del suelo, juntándose regularmente a bandadas mixtas. En general las alas y la cola son oscuros, las alas con dos listas y borde amarillento. Los nidos son generalmente construidos cerca de nidos de avispas, en formato de bolsa con una entrada tubular cerca de la parte inferior y puntiagudos por abajo.

## Lista de especies
De acuerdo a las clasificaciones del Congreso Ornitológico Internacional (IOC) y Clements Checklist/eBird, agrupa a las siguientes especies, con las debidas diferencias comentadas más abajo, y con el respectivo nombre popular de acuerdo con la Sociedad Española de Ornitología (SEO), u otro cuando referenciado:
| Imagen | Nombre científico                | Autor                                   | Nombre común                       | Estado de conservación | Distribución |
| ------ | -------------------------------- | --------------------------------------- | ---------------------------------- | ---------------------- | ------------ |
|        | Tolmomyias sulphurescens         | (Spix, 1825)                            | picoplano sulfuroso                | LC                     |              |
|        | Tolmomyias assimilis             | (Pelzeln, 1868)                         | picoplano aliamarillo              | LC                     |              |
|        | Tolmomyias (assimilis) sucunduri | Whitney, Schunck, Rêgo & Silveira, 2013 | (picoplano del Sucunduri)          | NE                     |              |
|        | Tolmomyias flavotectus           | (Hartert, 1902)                         | picoplano aliamarillo del Pacífico | LC                     |              |
|        | Tolmomyias traylori              | Schulenberg & T.A. Parker, 1997         | picoplano ojinaranja               | LC                     |              |
|        | Tolmomyias poliocephalus         | (Taczanowski, 1884)                     | picoplano cabecigrís               | LC                     |              |
|        | Tolmomyias flaviventris          | (Wied-Newied, 1831)                     | picoplano pechiamarillo            | LC                     |              |
|        | Tolmomyias viridiceps            | (P.L. Sclater & Salvin, 1873)           | picoplano cabeciverde              | LC                     |              |

## Taxonomía